# Raúl Quiroga (futbolista)
Raúl Alberto Quiroga (*Pergamino (Buenos Aires), Argentina, 20 de marzo de 1989) es un futbolista argentino que se desempeña como mediocampista en el  Douglas Haig, del Torneo Federal A (tercera división del fútbol argentino).

## Trayectoria
Quiroga hizo las inferiores en el club Douglas Haig donde debutó futbolísticamente, luego fue transferido al club Lanús, aunque nunca tuvo rodaje en la primera de este club. En 2009 estuvo a préstamo en Atlanta de la Primera B Nacional para luego pasar por San Martín de San Juan.
Fue jugador titular indiscutible en el Campeonato de Primera B Nacional 2011/12 cuando San Martín consiguió el ascenso a primera división, por lo que la hinchada sanjuanina nunca lo va a olvidar, pero luego sufrió muchas lesiones de forma consecutiva que lo alejó de las canchas por varios años.
La primera estación de ese auténtico vía crucis que vivió el exjugador de Lanús sucedió el 3 de agosto de 2011 en plena pretemporada. En junio había conseguido el ascenso a Primera División, el segundo de San Martín, en La Plata frente a Gimnasia y pintaba para ser titular en la máxima categoría de aquel equipo que dirigía Daniel Garnero. Sin embargo, en el amistoso en el Malvinas Argentinas con Independiente Rivadavia sufrió la rotura de ligamentos. Resignado a perderse la primera parte del campeonato, puso la mira en el segundo. Se fue a Buenos Aires e hizo la recuperación en Lanús para estar cerca de su familia. Pero cuando se aprestaba a volver, en un entrenamiento, volvió a padecer la misma lesión que lo paró por seis meses más. Volvió a operarse e insistió. Pero otra vez la mala suerte le hizo una mueca burlona. El 26 de agosto de 2012 volvía a cortarse ese traicionero ligamento. Impotente ante la desgracia declaró: “Estoy meado por un elefante”. Es que ni él, ni los médicos podían entender porque se repetían las lesiones. No se dio por vencido. Pasó por el quirófano, las interminables sesiones de kinesiología y se puso de nuevo a punto físicamente para volver. Daniel Garnero iniciaba su segundo ciclo en San Martín, y otra vez la misma película. En pretemporada, esta vez ante Trinidad el cuarto suplicio.
El sábado 6 de septiembre de 2014 vuelve a las canchas entrando como suplente de Poggi a los 32 minutos del segundo tiempo en un partido contra Nueva Chicago que terminó 2 a 0 favorable para San Martín.